# Кука Микола Маркіянович
Микола Маркіянович Кука (1905, містечко Глобине Полтавської губернії, тепер місто Глобинського району Полтавської області — ?) — український радянський діяч, голова колгоспу імені Сталіна Глобинського району Полтавської області. Депутат Верховної Ради УРСР 2—4-го скликань.

## Біографія
Народився в родині селянина-бідняка. До 1929 року займався хліборобством у власному господарстві в містечку Глобиному. З 1929 року — колгоспник колгоспу імені Петровського Глобинського району.
У 1930 році закінчив курси трактористів. У 1930—1933 роках — тракторист Глобинської машинно-тракторної станції (МТС) Глобинського району.
У 1933—1941 роках — голова правління колгоспу імені Сталіна села Глобиного Глобинського району Харківської (потім — Полтавської) області.
Член ВКП(б) з 1939 року.
Під час німецько-радянської війни був евакуйований у Саратовську область РРФСР. У 1941—1943 роках — голова колгоспу спочатку в Кам'янському, а потім у Червоноармійському районах Саратовської області. У 1943 році повернувся на Полтавщину.
У 1943—1944 роках — голова виконавчого комітету Глобинської сільської ради депутатів трудящих Глобинського району Полтавської області. Обирався секретарем партійної організації села Глобине та секретарем партійної організації колгоспу імені Сталіна.
З 1944 року — голова правління колгоспу імені Сталіна (з 1960 року — «Росія») селища Глобиного Глобинського району Полтавської області.

## Нагороди
- орден Трудового Червоного Прапора (26.02.1958)
- медаль «За доблесну працю у Великій Вітчизняній війні 1941—1945 рр.»
- медалі